# Le Fournet
Pour les articles homonymes, voir Fournet.
Le Fournet est une commune française, située dans le département du Calvados en région Normandie, peuplée de 76 habitants.

## Géographie
| Bonnebosq | Bonnebosq  | Formentin |
| Auvillars | du Fournet | Formentin |
| Auvillars | Auvillars  | Formentin |

### Hydrographie
La commune est située dans le bassin Seine-Normandie. Elle est drainée par le ruisseau Sainte-Agathe,.

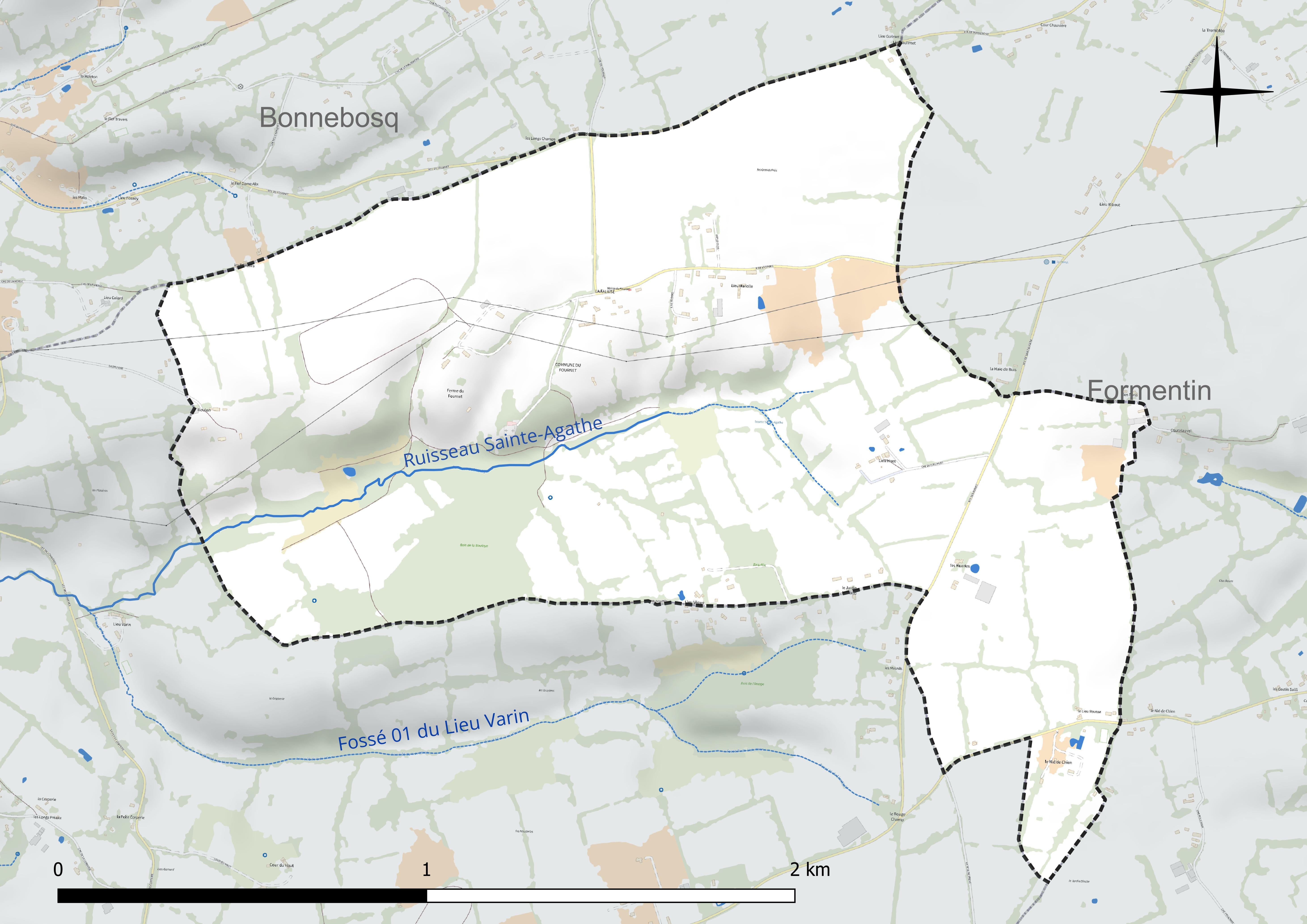
Réseau hydrographique du Le Fournet.

### Climat
Pour des articles plus généraux, voir Climat de la Normandie et Climat du Calvados.
En 2010, le climat de la commune est de type climat océanique franc, selon une étude du CNRS s'appuyant sur une série de données couvrant la période 1971-2000. En 2020, Météo-France publie une typologie des climats de la France métropolitaine dans laquelle la commune est exposée à un climat océanique et est dans une zone de transition entre les régions climatiques « Côtes de la Manche orientale » et « Normandie (Cotentin, Orne) ». Parallèlement le GIEC normand, un groupe régional d'experts sur le climat, différencie quant à lui, dans une étude de 2020, trois grands types de climats pour la région Normandie, nuancés à une échelle plus fine par les facteurs géographiques locaux. La commune est, selon ce zonage, exposée à un « climat contrasté des collines », correspondant au Pays d'Auge, Lieuvin et Roumois, moins directement soumis aux flux océaniques et connaissant toutefois des précipitations assez marquées en raison des reliefs collinaires qui favorisent leur formation.
Pour la période 1971-2000, la température annuelle moyenne est de 10,3 °C, avec  une amplitude thermique annuelle de 13 °C. Le cumul annuel moyen de précipitations est de 854 mm, avec 13 jours de précipitations en janvier et 8,4 jours en juillet. Pour la période 1991-2020, la température moyenne annuelle observée sur la station météorologique la plus proche, située sur la commune de Lisieux à 11 km à vol d'oiseau, est de 11,7 °C et le cumul annuel moyen de précipitations est de 881,4 mm,. Pour l'avenir, les paramètres climatiques de la commune estimés pour 2050 selon différents scénarios d'émission de gaz à effet de serre sont consultables sur un site dédié publié par Météo-France en novembre 2022.

## Urbanisme

### Typologie
Au 1er janvier 2024, Le Fournet est catégorisée commune rurale à habitat très dispersé, selon la nouvelle grille communale de densité à 7 niveaux définie par l'Insee en 2022.
Elle est située hors unité urbaine. Par ailleurs la commune fait partie de l'aire d'attraction de Lisieux, dont elle est une commune de la couronne,. Cette aire, qui regroupe 57 communes, est catégorisée dans les aires de 50 000 à moins de 200 000 habitants,.

### Occupation des sols
L'occupation des sols de la commune, telle qu'elle ressort de la base de données européenne d'occupation biophysique des sols Corine Land Cover (CLC), est marquée par l'importance des territoires agricoles (89,1 % en 2018), en diminution par rapport à 1990 (100 %). La répartition détaillée en 2018 est la suivante : 
terres arables (46,3 %), prairies (41,4 %), forêts (10,9 %), zones agricoles hétérogènes (1,3 %). L'évolution de l'occupation des sols de la commune et de ses infrastructures peut être observée sur les différentes représentations cartographiques du territoire : la carte de Cassini (XVIIIe siècle), la carte d'état-major (1820-1866) et les cartes ou photos aériennes de l'IGN pour la période actuelle (1950 à aujourd'hui).

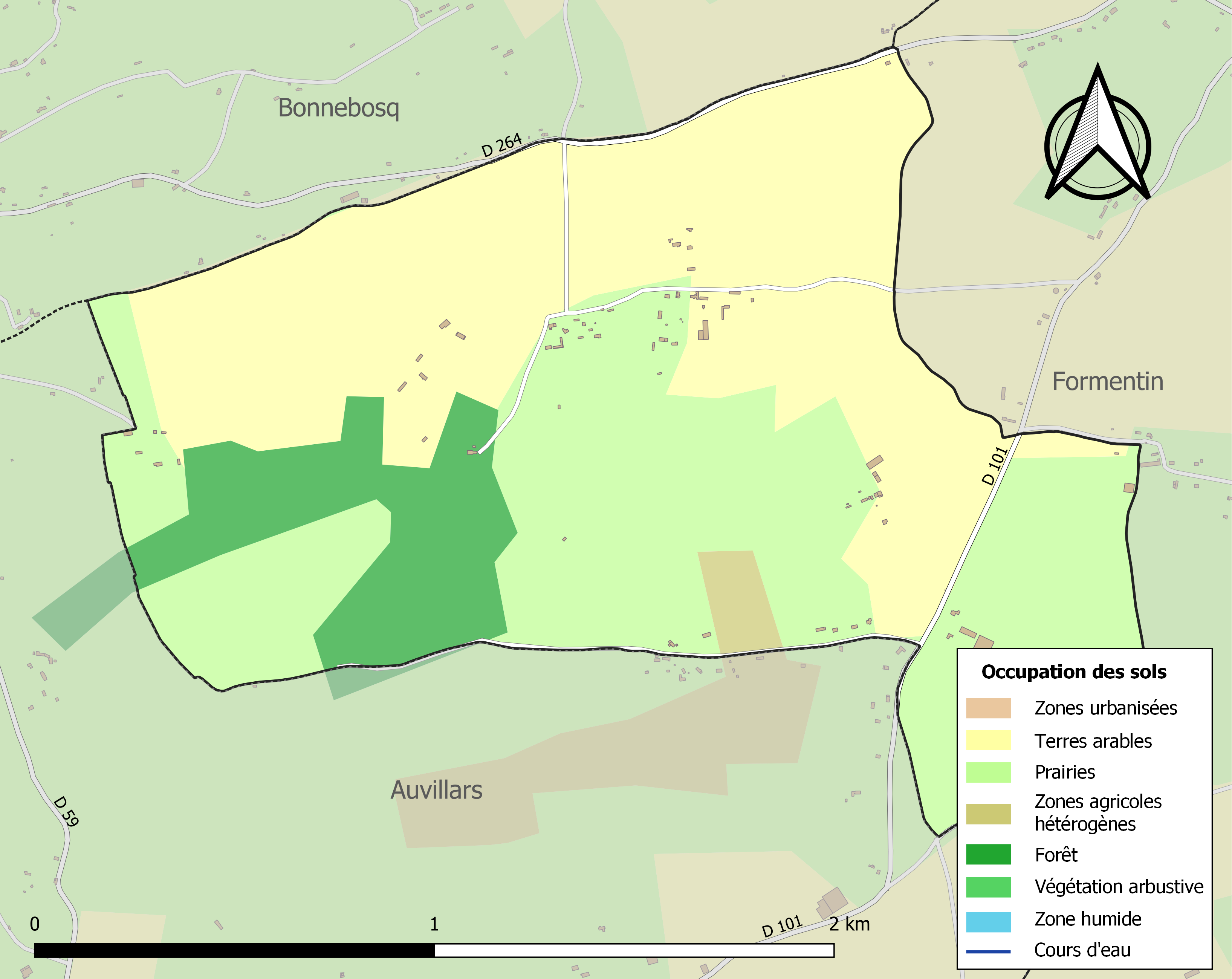
Carte des infrastructures et de l'occupation des sols de la commune en 2018 (CLC).

## Toponymie
La forme Fornet est attestée en 1198.
Le toponyme est un diminutif issu du latin furnus, « four ». René Lepelley en attribue l'origine à l'activité de poterie ou de tuilerie.

## Politique et administration
| Période                                  | Période   | Identité               | Étiquette | Qualité     |
| ---------------------------------------- | --------- | ---------------------- | --------- | ----------- |
| 1925                                     | 1945      | Abel Néel              |           | Agriculteur |
| 1989                                     | mars 2008 | André Vanherpe         |           |             |
| mars 2008                                | En cours  | Maria Da Rocha-Jeuland | SE        | Retraitée   |
| Les données manquantes sont à compléter. |           |                        |           |             |

Le conseil municipal est composé de sept membres dont le maire et un adjoint.

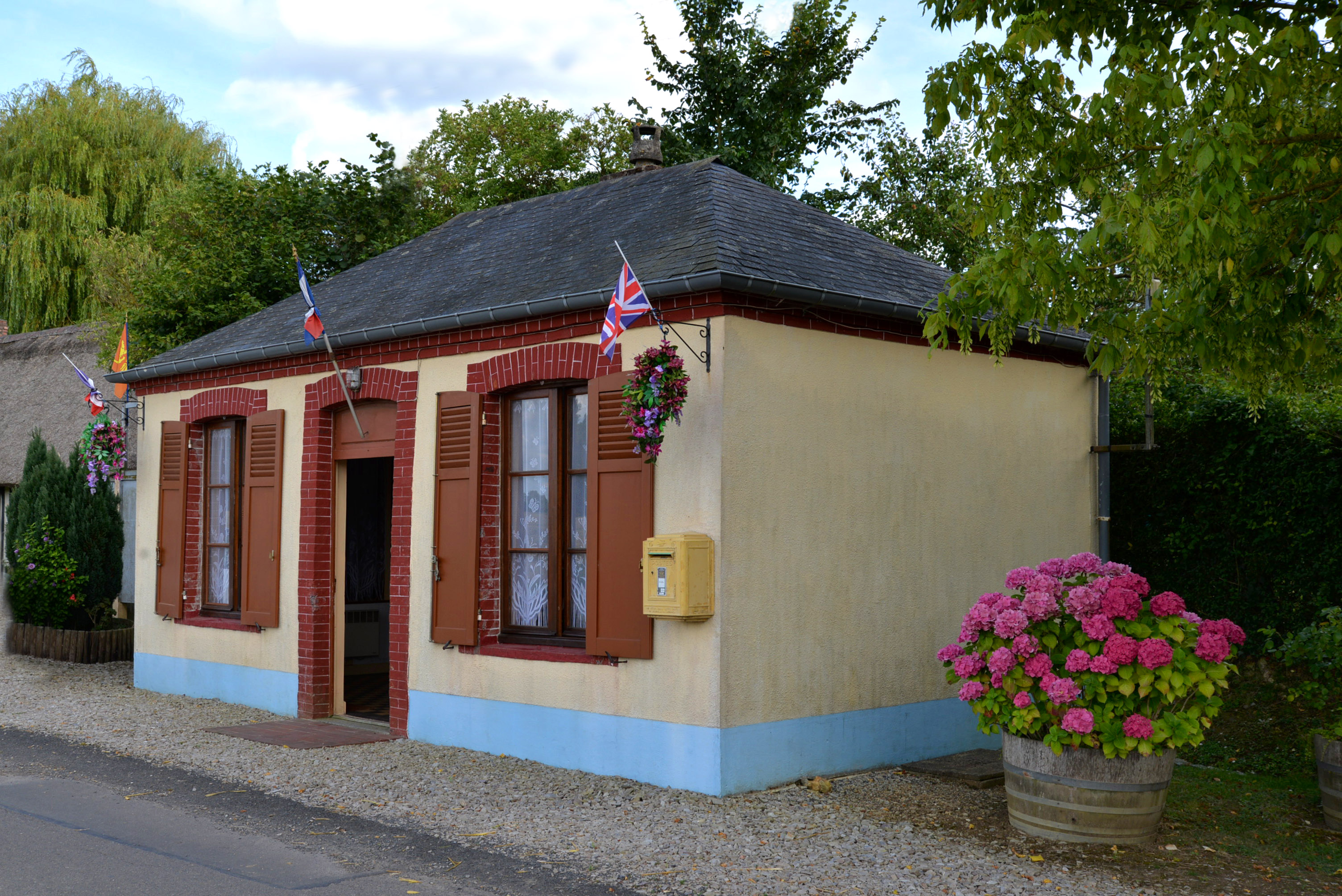
La mairie.

## Démographie
L'évolution du nombre d'habitants est connue à travers les recensements de la population effectués dans la commune depuis 1793. Pour les communes de moins de 10 000 habitants, une enquête de recensement portant sur toute la population est réalisée tous les cinq ans, les populations de référence des années intermédiaires étant quant à elles estimées par interpolation ou extrapolation. Pour la commune, le premier recensement exhaustif entrant dans le cadre du nouveau dispositif a été réalisé en 2005.
En 2022, la commune comptait 76 habitants, en évolution de +26,67 % par rapport à 2016 (Calvados : +1,58 %, France hors Mayotte : +2,11 %).
Le Fournet a compté jusqu'à 161 habitants en 1806.
| 1793 | 1800 | 1806 | 1821 | 1831 | 1836 | 1841 | 1846 | 1851 |
| ---- | ---- | ---- | ---- | ---- | ---- | ---- | ---- | ---- |
| 146  | 136  | 161  | 140  | 123  | 130  | 122  | 104  | 100  |

| 1856 | 1861 | 1866 | 1872 | 1876 | 1881 | 1886 | 1891 | 1896 |
| ---- | ---- | ---- | ---- | ---- | ---- | ---- | ---- | ---- |
| 101  | 100  | 98   | 81   | 84   | 85   | 81   | 82   | 69   |

| 1901 | 1906 | 1911 | 1921 | 1926 | 1931 | 1936 | 1946 | 1954 |
| ---- | ---- | ---- | ---- | ---- | ---- | ---- | ---- | ---- |
| 84   | 73   | 64   | 57   | 55   | 47   | 53   | 58   | 43   |

| 1962 | 1968 | 1975 | 1982 | 1990 | 1999 | 2005 | 2006 | 2010 |
| ---- | ---- | ---- | ---- | ---- | ---- | ---- | ---- | ---- |
| 46   | 38   | 38   | 31   | 43   | 43   | 50   | 50   | 59   |

| 2015 | 2020 | 2022 | - | - | - | - | - | - |
| ---- | ---- | ---- | - | - | - | - | - | - |
| 58   | 76   | 76   | - | - | - | - | - | - |

## Lieux et monuments
- L'église Saint-Pierre abrite quelques œuvres classées à titre d'objets aux monuments historiques (retables, statues, haut-relief)[24].

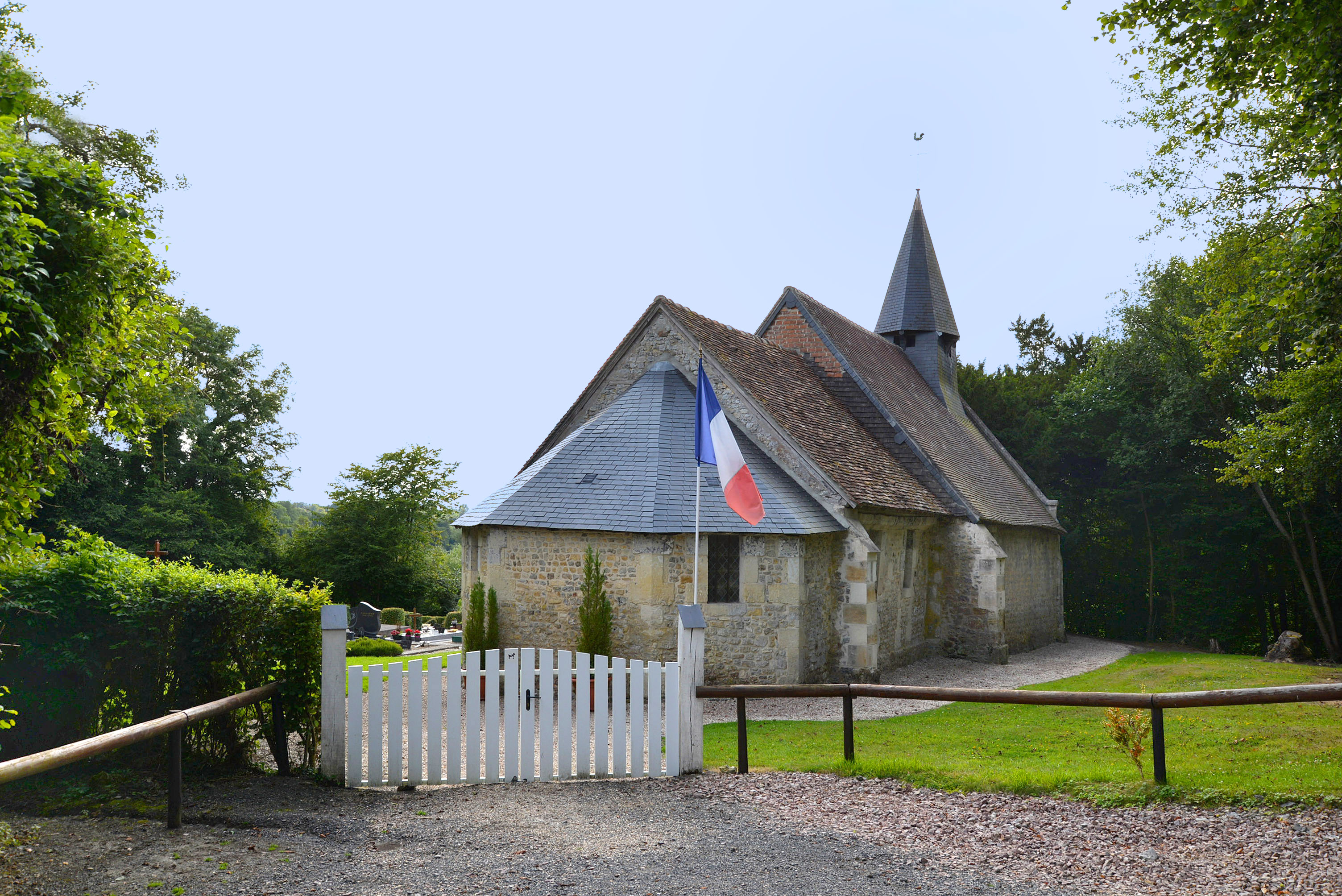
L'église Saint-Pierre.

## Héraldique
| Blason de Le Fournet | Blason  | D'or à trois fasces ondées d'azur, au franc-quartier de gueules chargé d'une clef accostée de deux branches de laurier passées en sautoir et à une paire de tenailles posée en fasce brochant en pointe, le tout d'or. |
| Blason de Le Fournet | Détails | Le statut officiel du blason reste à déterminer. |